# Xisco Muñoz
Francisco Javier Muñoz Llompart, mer känd som Xisco, född 5 september 1980 i Manacor, är en spansk fotbollstränare och före detta fotbollsspelare som är tränare i Huesca. Han har tidigare spelat för bland annat Valencia och Real Betis, samt tränat Watford i Premier League.

## Spelarkarriär
Xisco inledde sin fotbollskarriär i den spanska klubben Valencia CF. Efter några år med spel i Valencias B-lag (Mestalla) blev han utlånad både till Recreativo och Tenerife. År 2005 gick han till Real Betis och efter 73 matcher för klubben gick han år 2009 över till Levante UD. Under sommaren 2011 värvades han till den georgiska storklubben FK Dinamo Tbilisi, som under sommaren fått en spansk tränare i Alejandro García Casañas. Casañas sparkades dock efter ett halvår.

## Tränarkarriär
Den 20 december 2020 blev Xisco anställd som ny huvudtränare i Watford efter att Vladimir Ivić blivit avskedad. Den 3 oktober 2021 blev Xisco avskedad av Watford.
Den 26 oktober 2021 blev Xisco anställd som ny huvudtränare i spanska Huesca.

## Privatliv
Xisco är storebror till fotbollsspelaren Toni Muñoz. Han spelade en period för RCD Mallorcas A-lag, men har tillbringat stora delar av sin karriär i de lägre divisionerna i Spanien.